# Liane Bruylants

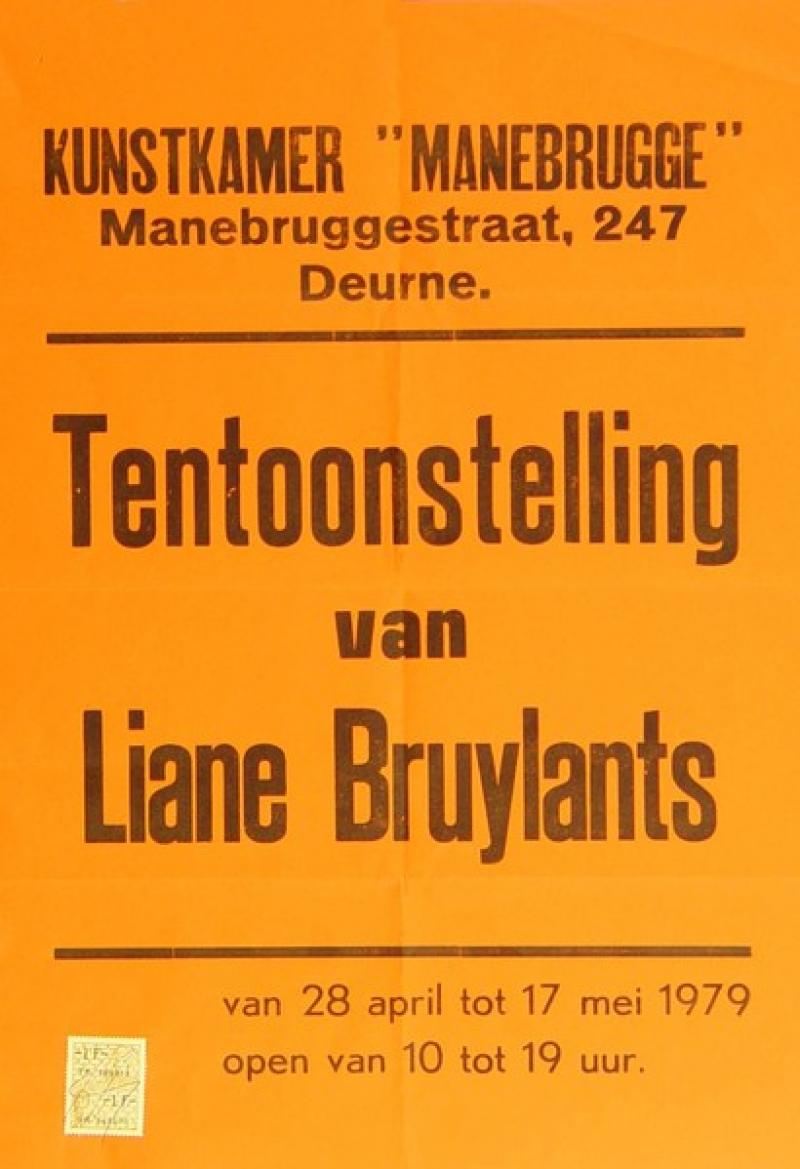

Liane Bruylants (Berchem, 6 januari 1921 - Wilrijk, 25 maart 2009) was een Vlaams schrijver, schilderes en scriptwriter. Ze schreef gedichten, romans, toneelstukken, alsook hoorspelen en bewerkingen van toneelstukken en romans tot scenario's voor de Belgische radio en televisie.
Bruylants debuteerde in 1945 met Schaduw en spiegel, een dichtbundel en werd bekend met haar toneelstuk Eva Brandes uit 1951. Op negenenveertigjarige leeftijd begon ze ook met kunstschilderen.
Voor de dichtbundel Astraal begrip ontving ze in 1968 de prijs van de provincie Antwerpen.

## Persoonlijk leven
Liane Bruylants had een relatie met de dichter Frans Buyle. Ze was eveneens getrouwd met Guido De Sutter. Ze heeft van 1946 tot 1951 een romance met Willem Elsschot beleefd.

## Onderscheidingen
- 1968 Prijs van de Provincie Antwerpen (Astraal begrip)

- Digitale Bibliotheek voor de Nederlandse Letteren: bruy003
- Gemeinsame Normdatei: 1053063946
- International Standard Name Identifier: 0000 0000 5399 0248
- Library of Congress Control Number: no2008183111
- Nederlandse Thesaurus van Auteursnamen: 071807586
- Système universitaire de documentation: 131892940
- Virtual International Authority File: 2300226
- WorldCat: E39PBJgHhVfYP8DxBWDjHdHV4q